# Theo Green

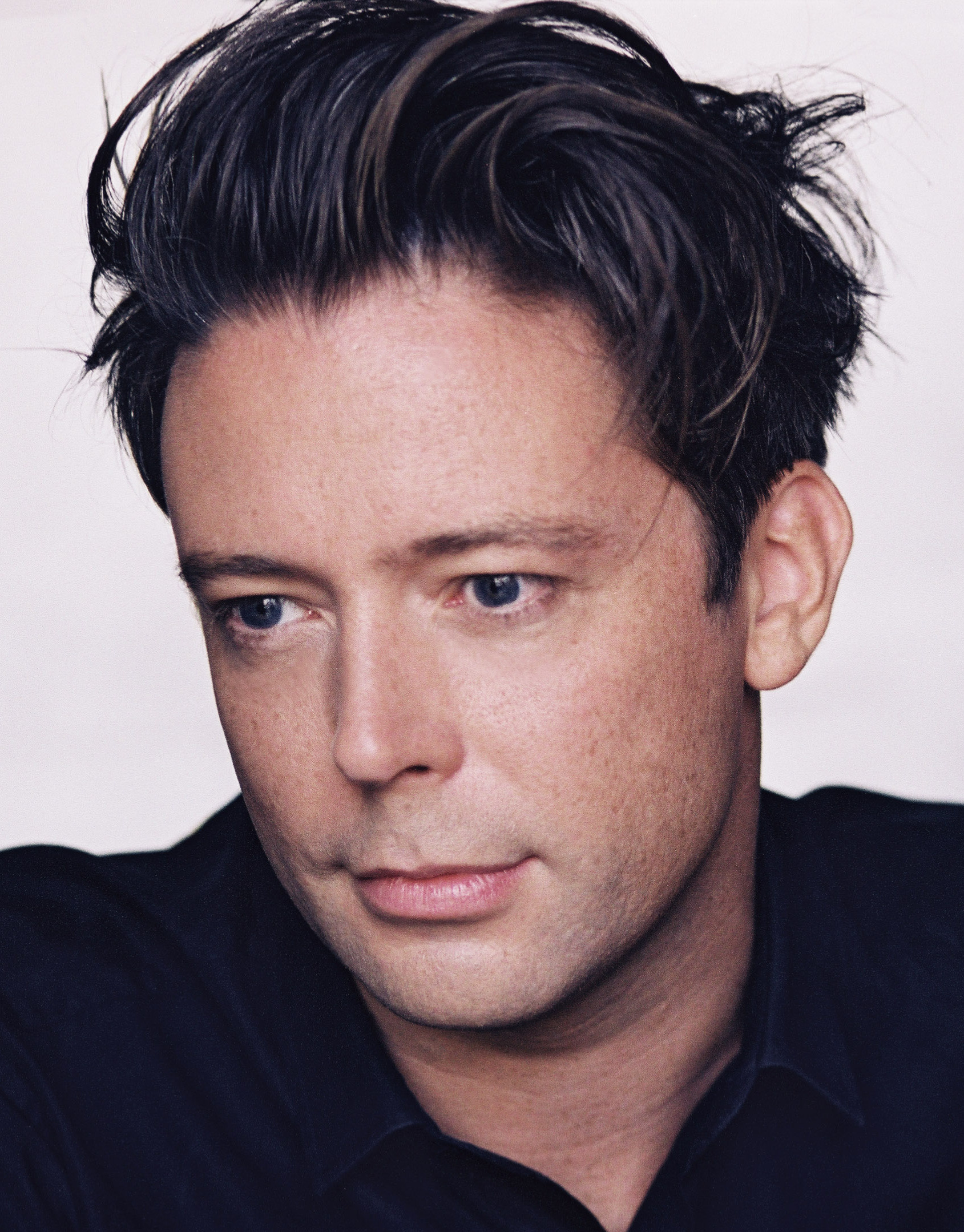
Theo Green (2014)

Theo Green (* 20. Jahrhundert in Oxford, England) ist ein britischer Filmkomponist und Tontechniker.

## Karriere
Theo Green begann im Jahr 2004 beim Filmstab zu arbeiten, so wirkte er bei dem Kurzfilm Get the Picture mit. Er komponierte Lieder oder war als Sounddesigner für Filme wie zum Beispiel für Explosions, Hush, The Escapist – Raus aus der Hölle, House at the End of the Street, The Gambler, Outpost 37 – Die letzte Hoffnung der Menschheit und Blade Runner 2049, Dune verantwortlich. Für seine künstlerische Leistung erhielt er zwei Oscar-Nominierungen in der Kategorie „Bester Ton“. Des Weiteren erhielt er bei den British Academy Film Awards 2018 eine BAFTA-Award-Nominierung in der Kategorie „Bester Ton“.
Im Jahr 2022 wurde er in die Academy of Motion Picture Arts and Sciences (AMPAS) berufen, die alljährlich die Oscars vergibt.

## Filmografie (Auswahl)
- 2004: Get the Picture (Kurzfilm)
- 2006: Explosions (Kurzfilm)
- 2007: One Woman Show (Kurzfilm)
- 2008: Hush
- 2008: The Escapist – Raus aus der Hölle (The Escapist)
- 2011: Lemon (Dokumentarfilm)
- 2012: House at the End of the Street
- 2014: The Gambler
- 2014: Outpost 37 – Die letzte Hoffnung der Menschheit (Outpost 37)
- 2016: Huntwatch (Dokumentarfilm)
- 2017: Blade Runner 2049
- 2021: Dune